# Mayenne, Mayenne
Mayenne là một xã thuộc tỉnh Mayenne trong vùng Pays de la Loire tây bắc nước Pháp, nằm ở khu vực có độ cao trung bình 124 mét trên mực nước biển. 

## Thị trấn kết nghĩa
Mayenne kết nghĩa với:
- Waiblingen, Đức, từ năm 1970
- Devizes, Anh, từ năm 1970
- Jesi, Italia từ năm 2001